# Bosco Marzinis
Bosco Marzinis este o arie protejată (arie specială de conservare — SAC, sit de importanță comunitară — SCI) din Italia întinsă pe o suprafață de 11 ha, integral pe uscat.

## Localizare
Centrul sitului Bosco Marzinis este situat la coordonatele 45°56′04″N 12°47′09″E / 45.9344°N 12.7858°E.

## Înființare
Situl Bosco Marzinis a fost declarat sit de importanță comunitară în septembrie 1995 pentru a proteja 15 specii de animale. Situl a fost protejat și ca arie specială de conservare în octombrie 2013.

## Biodiversitate
Situată în ecoregiunea continentală, aria protejată conține 5 habitate naturale: Cursuri de apă de la nivel de câmpie la nivel montan, cu vegetație Ranunculion fluitantis și Callitricho-Batrachion, Liziere de ierburi înalte hidrofile de câmpie și de nivel montan până la alpin, Păduri aluvionare cu Alnus glutinosa și Fraxinus excelsior (Alno-Padion, Alnion incanae, Salicion albae), Păduri ilirice de stejar și carpen (Erythronio-Carpinion), Galerii de Salix alba și de Populus alba.
La baza desemnării sitului se află mai multe specii protejate:
- păsări (5): egretă mare (Ardea alba), egretă mică (Egretta garzetta), sfrâncioc roșiatic (Lanius collurio), gaia neagră (Milvus migrans), viespar (Pernis apivorus)
- amfibieni (3): izvoraș-cu-burta-galbenă (Bombina variegata), Rana latastei, Triturus carnifex
- nevertebrate (2): Austropotamobius pallipes, rădașcă (Lucanus cervus)
- pești (4): Barbus plebejus, Cobitis bilineata, zglăvoacă (Cottus gobio), Lethenteron zanandreai
- reptile (1): țestoasa de baltă (Emys orbicularis)

Pe lângă speciile protejate, pe teritoriul sitului au mai fost identificate 4 specii de amfibieni, 1 specie de mamifere, 1 specie de nevertebrate, 5 specii de reptile.